# Timothy Blanning
Timothy Charles William "Tim" Blanning, (nascido em 1942), conhecido como Timothy C. W. Blanning, é um historiador e académico britânico. É um Fellow do Colégio Sidney Sussex e professor reformado de História Moderna Europeia na Universidade de Cambridge. O seu estudo foca-se na história da Europa continental do século XVII até ao início da Primeira Guerra Mundial.

## Obras
- Joseph II and Enlightened Despotism (Longman, 1970)
- Reform and Revolution in Mainz, 1743–1803 (Cambridge University Press, 1974)
- The French Revolution in Germany: Occupation and Resistance in the Rhineland, 1792-1802 (Oxford University Press, 1983)
- The Origins of the French Revolutionary Wars (Longman, 1986)
- The French Revolution: Aristocrats versus Bourgeois? (Macmillan, 1987)
- Joseph II (Longman, 1994)
- The French Revolutionary Wars 1787-1802 (Edward Arnold, 1996)
- The French Revolution: Class War or Culture Clash? (Macmillan, 1997)
- The Culture of Power and the Power of Culture: Old Regime Europe, 1660-1789 (Oxford University Press, 2002)
- The Pursuit of Glory: Europe 1648–1815 (Penguin, 2007)
- The Triumph of Music: The Rise of Composers, Musicians and Their Art (2008)
- The Romantic Revolution: A History (2011)
- Frederick the Great: King of Prussia (Allen Lane, 2015)